# Midara na Ao-chan wa Benkyō ga Dekinai
Midara na Ao-chan wa Benkyō ga Dekinai (淫らな青ちゃんは勉強ができない tạm dịch: "Ao-chan tà dâm không thể học được!") là một bộ manga được viết và vẽ minh họa bởi Kawahara Ren. Truyện được đăng trong tạp chí Shōnen Magazine Edge của Kodansha từ tháng 10 năm 2015 đến tháng 12 năm 2018, và được tổng hợp thành tám tập tankōbon. Bộ truyện tranh được Kodansha USA cấp phép ở Bắc Mỹ, Kodansha bắt đầu phát hành manga kỹ thuật số bằng tiếng Anh vào tháng 9 năm 2018. Một manga tiếp theo được ra mắt vào tháng 1 năm 2019, và một anime truyền hình dài tập được Silver Link chuyển thể được lên sóng từ 6 tháng 4 đến 22 tháng 6 năm 2019.

## Cốt truyện
Câu chuyện bắt đầu khi nhân vật chính là Horie Ao khi học mẫu giáo, đọc to một bài văn ngắn về bản thân mình trước toàn thể lớp, trong đó, cô có đọc một đoạn nói về nguồn gốc tên của cô (Ao), đó là Ao trong Aokan (tạm dịch: Làm tình nơi công cộng). Về sau, cô thực sự hối hận vì bố cô, Horie Hanasaki, là một tiểu thuyết gia truyện khiêu dâm đã đặt cho mình một cái tên "dâm đãng" như vậy. Ao đặt mục tiêu cuối cùng là đến một trường đại học ưu tú để xa bố càng xa càng tốt, nhưng cô sớm gặp Kijima Takumi trong năm đầu tiên ở trường cao trung. Ao không thể nghĩ ra cách nào để tránh Takumi và cô còn liên tục nghĩ hai người ở bên nhau như một đôi. Ao tin rằng bố cô đã ảnh hưởng đến cách suy nghĩ của mình.

## Nhân vật
Horie Ao (堀江 青)
Lồng tiếng bởi: Azumi Waki
Nhân vật chính. Cô cố gắng tránh mọi con trai ở trường vì bố cô là một tác giả tiểu thuyết gia truyện khiêu dâm, điều này đã cho cô một cái nhìn tiêu cực về con trai và tình dục, tới khi Kijima Takumi muốn làm bạn với cô. Ao dường như không thể tránh cậu ta và rơi vào tình huống xấu hổ với Takumi, lúc đầu, cô cố gắng phớt lờ nó. Nhưng rồi lại dần nảy sinh tình cảm với cậu.
Kijima Takumi (木嶋 拓海)
Lồng tiếng bởi: Junta Terashima
Cậu là bạn học của Ao ở trường trung học và phải lòng cô. Thỉnh thoảng Takumi cố gắng chỉ ra những tình huống xấu hổ với Ao, mặc dù lúc đầu cô cố gắng phớt lờ nó.
Horie Hanasaki (堀江 花咲)
Lồng tiếng bởi: Kenjiro Tsuda
Ông là bố của Ao và là một tiểu thuyết gia truyện khiêu dâm. Tác phẩm đáng chú ý của ông ta là Promiscuous Lament và 100 Words of Significance in Bed.
Takaoka Miyabi (高岡 雅)
Lồng tiếng bởi: Juri Kimura
Miyabi là bạn học cũ của Ao từ khi họ học mẫu giáo. Cô phải lòng Takumi, nhưng cô không hiểu tại sao cậu lại thích Ao.
Yabe Sōichirō (矢部 総一郎)
Lồng tiếng bởi: Takashi Kondō
Soichiro là biên tập viên cho tiểu thuyết của Hanasaki.
Uehara Masaki (上原 将生)
Lồng tiếng bởi: Yusuke Shirai
Masaki là một trong những người bạn của Takumi.
Yonezuka Shūhei (米塚 周平)
Lồng tiếng bởi: Toshinari Fukamachi
Shuhei là một trong những người bạn của Takumi.

## Truyền thông

### Manga
Midara na Ao-chan wa Benkyō ga Dekinai, được viết và minh họa bởi Ren Kawahara, được đăng trong tạp chí Shōnen Magazine Edge của Kodansha từ tháng 10 năm 2015 đến tháng 12 năm 2018. Kodansha USA đã cấp phép cho manga ở Bắc Mỹ và phát hành manga kỹ thuật số bằng tiếng Anh từ tháng 9 năm 2018. Manga được tổng hợp thành tám tập tankōbon. Một manga tiếp theo bắt đầu xuất bản vào tháng 1 năm 2019.
| - 1. "Men!" (男なんて Otoko nante) - 2. "A Man's Weapon" (男の武器 Otoko no Buki) - 3. "After Training" (調教の先 Chōkyō no Saki) - 4. "Who's Trash" (クズは誰か Kuzu wa dare ka) - 5. "High-Maintenance Women" (面倒くさい女 Mendō-kusai onna) |

| - 6. "Secret" (秘密 Himitsu) - 7. "Inexperience" (未経験 Mi keiken) - 8. "His Room" (彼の部屋 Kare no Heya) - 9. "All You Can Eat" (宴 Utage) - 10. "Co-ed Summer Camp" (男女合宿 Danjo gasshuku) |

| - 11. "A Night Alone Together" (ふたりきりの夜 Futari Kiri no Yoru) - 12. "Anticipation" (期待 Kitai) - 13. "Hot Body" (熱いカラダ Atsui Karada) - 14. "Begotten by Lust" (欲望の行方 Yokubō no Yukue) - 15. "When I think of You" (君を想えば Kimi o omoe ba) |

| - 16. "Connection" (重なるカラダ Kasanaru karada) - Extra Credit 1. "Guy Talk" (男子会 Danshi kai) - 17. "Private Lessons" (プライベートレッスン Puraibeito Ressun) | - 18. "Through Thick and Thin" (いつもそばに Itsu mo soba ni) - 19. "Better than Good" (気持ちいい以上 Kimochi iī ijō) - Extra Credit 2. "A Boy for a Day" (男になってみた Otoko ni natte mita) |

| - 20. "After the Kiss" (キスの後 Kisu no Ato) - 21. "Queen Miyabi and the School Fair" (女王雅の文化祭 Joou Miyabi no Bunkasai) - 22. "Rival" (ライバル Raibaru) | - 23. "Kaneko-san's Confession" (金子さんの告白 Kaneko-san no Kokuhaku) - Extra Credit 1. "Afternoon Spinoff" (アフタヌーン出張版 Afutanūn shutchō ban) - Extra Credit 2. "Undressing" (脱衣 Datsui) |

| - 24. "Dressing Room Danger" (危険な試着室 Kiken na shichaku-shitsu) - 25. "Trick or Treat" (トリック オア トリート Torikku oa torīto) - 26. "That Time I Got Reincarnated as a Bunny Girl" (異世界に転生したらどうぶつだった Isekai ni tensei shitara dōbutsu datta) | - 27. "Naked Date" (裸のお付き合い Hadaka no Otsukiai) - Extra Credit. "Miyabi Foiled" (策士雅やぶれる Sakushi Miyabi yabureru) - Palcy Spinoff. "The Beginning of Uehara's Fun-Filled High School Days" (上原の楽しい高校生活のはじまり Uehara no Tanoshii kōkō Seikatsu no Hajimari) |

| - 28. "Sleepless Night" (眠れない一夜 Nemure nai ichiya) - 29. "All Alone" (ひとりぼっち Hitori bocchi) - 30. "Just This Once" (一度、大人の関係 Ichido, Otona no kankei) - 31. "A Summer of Goodbyes" (さよならの夏 Sayonara no Natsu) |

| - 32. "Takumi Kijima's Summer Break" (木嶋拓海の夏休み Kijima Takumi no Natsu Yasumi) - 33. "Reunion" (再会 Saikai) - 34. "Ao Packs on the Pounds" (青、肥ゆる。 Ao, koyuru.) - 35. "Together in the Library" (図書室のふれあい Tosho-Shitsu no Fureai) - Last Lesson. "Horie Ao" (堀江 青) |

### Spin-off
| # | Ngày phát hành      | ISBN              |
| - | ------------------- | ----------------- |
| 1 | 17 tháng 5 năm 2019 | 978-4-06-515755-8 |

### Anime
Một anime truyền hình dài tập chuyển thể được công bố vào ngày 4 tháng 12 năm 2018. Bộ phim được vẽ hoạt ảnh bởi Silver Link và được đạo diễn bởi Keisuke Inoue, với Michiko Yokote xử lý thành phần loạt, và Miwa Oshima thiết kế các nhân vật. Nó được lên sóng từ ngày 6 tháng 4 đến 22 tháng 6 năm 2019 trên khối lập trình Animeism trên MBS, TBS, và BS-TBS. Edoga Sullivan trình bày ca khúc chủ đề mở đầu của loạt phim: "Wonderful Wonder", trong khi Spira Spica trình diễn bài hát chủ đề kết thúc của sêri "Koi wa Miracle" (恋はミラクル). Sentai Filmworks đã cấp phép cho bộ truyện cho các khu vực quốc tế, ngoại trừ Châu Á.